# Промах
Промах (грч. Πρόμαχος) је у грчкој митологији било име више личности. Име Промах значи „шампион“ и био је надимак Херакла у Теби и Хермеса у Танагри.

## Митологија
- Према Аполодору и Паусанији, један од Епигона, Партенопејев син.[1]
- Есонов син чију је смрт проузроковао Пелија још док је био дечак.[2] Према једној причи, Пелија је натерао Есона и његову супругу Алкимеду (Полимеду или Амфиному) да изврше самоубиство. Њих двоје су попили бивољу крв, коју су дали и свом сину и сви су умрли.[3]
- Беоћанин, Алегеноров син, учесник тројанског рата.[1] Убио га је Акамант.[4]
- Према Паусанији Хераклов и Псофидин син и Ехефронов брат.[1][5]
- Према Аполодору, један од Пенелопиних просилаца из Итаке.[6]